# Иоанн Колов

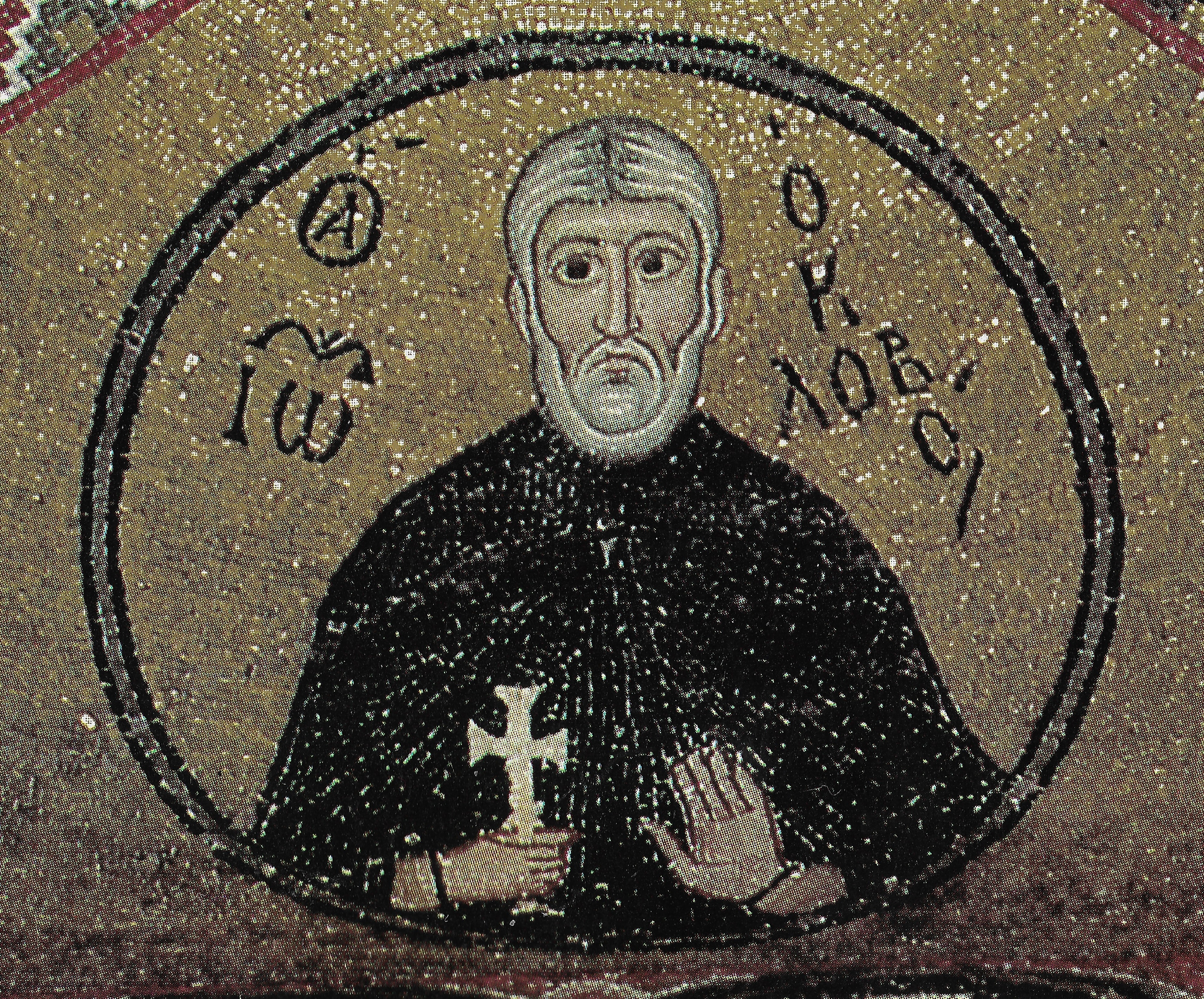

Иоанн Колов (греч. Ιωάννης Κολοβός («коловос» — крошка, карлик); коптск.: Ⲁⲃⲃⲁ Ⲓⲱⲁⲛⲛⲏⲥ Ⲡⲓⲕⲟⲗⲟⲃⲟⲥ; арабск.: ابو يحنّس القصير (Abū) Yuḥannis al-Qaṣīr; ? — 422 (430)) — египетский монах, авва, почитается в лике преподобных, память совершается в Православной церкви 9 ноября (по юлианскому календарю).
Иоанн в раннем возрасте вместе со своим братом Даниилом поселился в Скитской Египетской пустыне и начал вести монашеский образ жизни вначале самостоятельно, а потом под руководством старца Памво, который был одним из учеников Антония Великого. Согласно житию, Памво, желая испытать терпение Иоанна,

заставил его поливать совершенно сухое дерево, и он три года трудился над поливкою этого дерева, хотя оно уже настолько было сухо, что труд его для всех должен был казаться совершенно напрасным. Но на самом деле труд и терпение преподобного Иоанна не остались напрасными: спустя три года иссохшее дерево покрылось пышною зеленью и дало обильные плоды. От всех бывших свидетелями чуда дерево то было названо «древом послушания»

Иоанн Колов был старшим современником Пимена Великого (его не следует смешивать с самим Памво)
и духовным наставником Арсения Великого и блаженной Таисии Египетской. Им было написано житие преподобного Паисия Великого, в котором он впервые рассказал историю семи отроков Эфесских. После нападения на скит берберов Иоанн с другими монахами покинул его и скончался на берегу Красного моря в районе современного Суэца. Мощи преподобного Иоанна хранятся в египетской церкви святого Мины.